# Nate Diaz
Nate Donald Diaz (Stockton, California, 16 de abril de 1985) es un artista marcial mixto y boxeador estadounidense. Díaz es más conocido por el tiempo que pasó peleando en Ultimate Fighting Championship (UFC), donde peleó durante más de 15 años después de ganar The Ultimate Fighter 5. Antes de firmar con UFC, Díaz compitió en World Extreme Cagefighting, Strikeforce y Pancrase. Díaz tiene la tercera mayor cantidad de premios de bonificación de UFC, con 16 en total.

## Carrera de artes marciales mixtas

### The Ultimate Fighter 5
Díaz fue un concursante en The Ultimate Fighter 5, que contó con pesos ligeros exclusivamente, luchando en el equipo de Jens Pulver. En la ronda preliminar, Díaz derrotó a Rob Emerson por sumisión, en los cuartos de final derrotó a su compañero de Equipo Corey Hill por triangle choke en la primera ronda. En las semifinales, Díaz derrotó a miembro de Equipo Penn Gray Maynard por sumisión, avanzando a la final donde se enfrentó a su compañero Manny Gamburyan. Después de perder la primera ronda, Díaz ganó por sumisión, Gamburyan se vio obligado a rendirse en la segunda ronda debido a golpes por causa de la dislocación de su hombro derecho, por intentar un derribo. Con la victoria, Díaz se convirtió en el ganador de The Ultimate Fighter 5.

### Ultimate Fighting Championship

#### 2007
En su debut con la promoción, Diaz se enfrentó a Junior Assunção el 19 de septiembre de 2007 en UFC Fight Night 11. Diaz ganó la pelea por sumisión en la primera ronda.

#### 2008
Para su segundo combate, Diaz se enfrentó a Alvin Robinson el 23 de enero de 2008 en UFC Fight Night 12. Diaz ganó la pelea por sumisión en la primera ronda, ganando así el premio a la Sumisión de la Noche.
Diaz se enfrentó a Kurt Pellegrino el 2 de abril de 2008 en UFC Fight Night 13. Diaz ganó la pelea por sumisión en la primera ronda, ganando así el premio a la Sumisión de la Noche.
El 17 de septiembre de 2008, Diaz se enfrentó a Josh Neer en UFC Fight Night 15. Diaz ganó la pelea por decisión dividida. Tras el evento, ambos peleadores ganaron el premio a la Pelea de la Noche.

#### 2009
Diaz se enfrentó a Clay Guida el 31 de enero de 2009 en UFC 94. Diaz perdió la pelea por decisión dividida. Tras el evento, ambos peleadores ganaron el premio a la Pelea de la Noche.
Diaz se enfrentó a Joe Stevenson el 20 de junio de 2009 en The Ultimate Fighter 9 Finale. Diaz ganó la pelea por decisión unánime. Tras el evento, ambos peleadores ganaron el premio a la Pelea de la Noche.
El 16 de septiembre de 2009, Diaz se enfrentó a Melvin Guillard en UFC Fight Night 19. Diaz ganó la pelea por sumisión en la segunda ronda, ganando así el premio a la Sumisión de la Noche.

#### 2010
El 11 de enero de 2010, Diaz se enfrentó a Gray Maynard en UFC Fight Night 20. Diaz perdió la pelea por decisión dividida.
En este combate, Diaz hizo su debut en el peso wélter y se enfrentó a Rory Markham el 27 de marzo de 2010 en UFC 111. Diaz ganó la pelea por nocaut técnico en la primera ronda.
Diaz se enfrentó a Marcus Davis el 28 de agosto de 2010 en UFC 118. Diaz ganó la pelea por sumisión técnica en la tercera ronda. Tras el evento, ambos peleadores ganaron el premio a la Pelea de la Noche.

#### 2011
El 1 de enero de 2011, Diaz se enfrentó a Dong-Hyun Kim en UFC 125. Diaz perdió la pelea por decisión unánime.
Diaz se enfrentó a Rory MacDonald el 30 de abril de 2011 en UFC 129. Diaz perdió la pelea por decisión unánime. Tras la derrota, Diaz anunció su retorno al peso ligero.
Diaz se enfrentó a Takanori Gomi el 24 de septiembre de 2011 en UFC 135. Diaz ganó la pelea por sumisión en la primera ronda, ganando así el premio a la Sumisión de la Noche.
El 30 de diciembre de 2011, Diaz se enfrentó a Donald Cerrone en UFC 141. Diaz ganó la pelea por decisión unánime. Tras el evento, ambos peleadores ganaron el premio a la Pelea de la Noche.

#### 2012
Diaz se enfrentó a Jim Miller el 5 de mayo de 2012 en UFC on Fox 3. Diaz ganó la pelea por sumisión en la segunda ronda, ganando así el premio a la Sumisión de la Noche.
Diaz se enfrentó a Benson Henderson el 8 de diciembre de 2012 en UFC on Fox: Henderson vs. Diaz por el Campeonato de Peso Ligero de UFC. Diaz perdió la pelea por decisión unánime.

#### 2013
El 20 de abril de 2013, Diaz se enfrentó a Josh Thomson en UFC on Fox 7. Diaz perdió la pelea por nocaut técnico en la segunda ronda, siendo esta la primera vez que lo noqueaban en toda su carrera.
Diaz se enfrentó a Gray Maynard por tercera vez el 30 de noviembre de 2013 en The Ultimate Fighter 18 Finale. Diaz ganó la pelea por nocaut técnico en la primera ronda, ganando así su primer premio al KO de la Noche.

#### 2014
El 13 de diciembre de 2014, Diaz se enfrentó a Rafael dos Anjos en UFC on Fox 13. Diaz perdió la pelea por decisión unánime.

#### 2015
El 19 de diciembre de 2015, Diaz se enfrentó a Michael Johnson en UFC on Fox 17. Diaz ganó la pelea por decisión unánime. Tras el evento, ambos peleadores ganaron el premio a la Pelea de la Noche.

#### 2016
El 6 de marzo de 2016, Diaz se enfrentó a Conor McGregor en UFC 196, en un combate de peso wélter. Diaz ganó la pelea por sumisión en la segunda ronda, ganando así el premio a la Actuación de la Noche. Tras el evento, ambos peleadores ganaron el premio a la Pelea de la Noche.
El 20 de agosto de 2016, se daría la revancha esperada en la noche de UFC 202, Nate Díaz vs Connor McGregor 2. En esta ocasión el vencedor fue el irlandés, ganando por puntos la pelea: Decisión Mayoritaria (48-47, 47-47, 48-47).

#### 2018
Después de un descanso de 2 años, se anunció el 3 de agosto de 2018, que se esperaba que Díaz regresara el 3 de noviembre contra Dustin Poirier en una pelea de peso ligero. Se esperaba que este combate sirviera como evento coestelar de UFC 230. Sin embargo, el 9 de octubre de 2018, se anunció que Poirier se retiró debido a una lesión y, como resultado, la pelea fue cancelada.
Nate Díaz regresó a la competición el 17 de agosto en UFC 241. Se enfrentó a Anthony Pettis en una pelea de peso wélter que sirvió como evento coestelar. Con una actuación dominante, ganó la pelea por decisión unánime.

#### 2019
Díaz se enfrentó a Jorge Masvidal el 2 de noviembre de 2019 en el evento principal de UFC 244. En una situación única, el presidente de UFC, Dana White, confirmó que la pelea principal era por un cinturón simbólico de "BMF" (baddest motherfucker o en español el hijo de puta más malo). Diaz perdió la pelea por nocaut técnico tras una parada médica, después de que entre las rondas tres y cuatro cuando el médico del lado de la jaula determinó que un corte en el ojo derecho de Díaz lo dejaría incapacitado para continuar.

#### 2021
Se esperaba que Díaz se enfrentara a Leon Edwards el 15 de mayo de 2021 en UFC 262 en la pelea coestelar del evento. Esta será la primera vez en la historia de la UFC se llevará a cabo un combate de 5 asaltos sin ser pelea titular ni combate estelar. Sin embargo, en la pelea fue trasladado a UFC 263 debido a una lesión menor sufrida por Díaz.

#### 2022
En la última pelea de su contrato con UFC, Díaz tenía previsto enfrentarse a Khamzat Chimaev el 10 de septiembre de 2022, en el evento principal de UFC 279. Sin embargo, en el pesaje, Chimaev pesó 178,5 libras, siete libras y media más que el límite de peso welter para peleas sin título. Como resultado de que Chimaev no dio el peso, fue retirado de su pelea con Díaz. En cambio, Díaz enfrentó a Tony Ferguson en el evento principal. Díaz ganó la pelea por sumisión en el cuarto asalto. Esta victoria le valió a Díaz su segundo premio de bonificación por Actuación de la Noche. Díaz optó por no volver a firmar con UFC antes de la pelea con Ferguson, lo que convirtió a Díaz en agente libre una vez que concluyó la pelea.

## Carrera de boxeo

### Diaz vs. Paul
Después de convertirse en agente libre, Diaz decidió ingresar al deporte del boxeo. El 12 de abril de 2023 se anunció que Díaz haría su debut en el boxeo profesional contra Jake Paul. La pelea tuvo lugar el 5 de agosto de 2023 en el American Airlines Center en Dallas, Texas. Paul derrotó a Diaz por decisión unánime con puntuaciones de 98-91, 98-91 y 97-92.

### Masvidal vs. Diaz
El 13 de marzo de 2024, se anunció que Diaz enfrentaría a Jorge Masvidal el 1 de junio de 2024 en el Kia Forum en Los Ángeles, California en una pelea de boxeo de 10 asaltos en peso semipesado. El 7 de mayo de 2024 se informó que la pelea fue reprogramada para el 6 de julio de 2024 en el Honda Center en Anaheim, CA. El 13 de mayo de 2024 se confirmó la nueva fecha de pelea para el 6 de julio de 2024. Diaz ganó la pelea por decisión mayoritaria.

## Vida personal
Nate es el hermano menor del también peleador y excampeón de Strikeforce y WEC, Nick Diaz. Ambos son defensores del cannabis e incluso tienen una línea autorizada de pre-rolls de marihuana fabricados por California Finest.
Ha sido principalmente vegano desde que tenía 18 años, pero admite comer algunos huevos y pescado muy de vez en cuando, aunque trata de no hacerlo.
En septiembre de 2022, Nate anunció la noticia de que estaba iniciando su propia empresa de promoción de deportes de combate, llamada Real Fight Inc. Como resultado de la atención que Daz había atraído a la ciudad de Stockton, se le presentó una clave para el ciudad por el alcalde durante un partido de baloncesto de los Stockton Kings en diciembre de 2022.

## Controversias

### Pelea detrás del escenario
En octubre de 2022, Díaz estuvo involucrado en una pelea detrás del escenario en el combate de boxeo de Jake Paul contra Anderson Silva y, como resultado, fue retirado del evento.

### Altercado en la calle y orden de arresto
En abril de 2023, surgieron imágenes de Diaz involucrándose en un altercado en la calle que terminó con él asfixiando a un hombre hasta dejarlo inconsciente. Luego, se le emitió una orden de arresto y Nate se entregó al Departamento de Policía de Nueva Orleans el 27 de abril a las 7:10 a. m., enfrentando un cargo de agresión en segundo grado. El abogado de Diaz afirmó que actuó en defensa propia y fue liberado con una fianza de diez mil dólares. El 25 de septiembre de 2023, se informó que la Parroquia de Orleans no seguiría con el caso contra Díaz indicando que sus acciones fueron completamente en defensa propia como se muestra en el video, limpio en las imágenes y claro por los múltiples testigos.

## Campeonatos y logros
- Ultimate Fighting Championship
  - Ganador del The Ultimate Fighter 5
  - Tercer peleador con más bonos de la noche (16)
  - Pelea de la Noche (Ocho veces) vs Josh Neer, Clay Guida, Joe Stevenson, Marcus Davis, Donald Cerrone, Michael Johnson y Conor McGregor (2)
  - Sumisión de la Noche (Cinco veces) Alvin Robinson , Kurt Pellegrino , Melvin Guillard , Takanori Gomi y Jim Miller
  - Actuación de la Noche (Dos veces) vs. Conor McGregor y Tony Ferguson
  - KO de la Noche (Una vez) vs. Gray Maynard

- World MMA Awards
  - Sumisión del año (2016) contra Conor McGregor en UFC 196

- Wrestling Observer Newsletter
  - Pelea del Año (2016) contra Conor McGregor

## Récord en artes marciales mixtas
| 35 peleas | 22 victorias | 13 derrotas |
| --------- | ------------ | ----------- |
| Nocaut    | 4            | 2           |
| Sumisión  | 14           | 1           |
| Decisión  | 4            | 10          |

| Resultado | Récord | Oponente         | Método                              | Evento                                    | Fecha                    | Ronda | Tiempo | Localización                  | Notas                                                             |  |
| --------- | ------ | ---------------- | ----------------------------------- | ----------------------------------------- | ------------------------ | ----- | ------ | ----------------------------- | ----------------------------------------------------------------- |  |
| Victoria  | 22–13  | Tony Ferguson    | Sumisión (guillotine choke)         | UFC 279                                   | 10 de septiembre de 2022 | 4     | 2:52   | Las Vegas, Nevada             |                                                                   |  |
| Derrota   | 21–13  | Leon Edwards     | Decisión (unánime)                  | UFC 263                                   | 12 de junio de 2021      | 5     | 5:00   | Glendale, Arizona             |                                                                   |  |
| Derrota   | 21–12  | Jorge Masvidal   | TKO (parada médica)                 | UFC 244                                   | 2 de noviembre de 2019   | 3     | 5:00   | Ciudad de Nueva York          | Por el título símbolico "BMF"                                     |  |
| Victoria  | 21–11  | Anthony Pettis   | Decisión (unánime)                  | UFC 241                                   | 17 de agosto de 2019     | 3     | 5:00   | Anaheim, California           |                                                                   |  |
| Derrota   | 20–11  | Conor McGregor   | Decisión (mayoritaria)              | UFC 202                                   | 20 de agosto de 2016     | 5     | 5:00   | Las Vegas, Nevada             | Pelea de la Noche.                                                |  |
| Victoria  | 20–10  | Conor McGregor   | Sumisión (rear-naked choke)         | UFC 196                                   | 5 de marzo de 2016       | 2     | 4:12   | Las Vegas, Nevada             | Retorno al peso wélter; Pelea de la Noche; Actuación de la Noche. |  |
| Victoria  | 19–10  | Michael Johnson  | Decisión (unánime)                  | UFC on Fox: dos Anjos vs. Cerrone 2       | 19 de diciembre de 2015  | 3     | 5:00   | Orlando, Florida              | Pelea de la Noche.                                                |  |
| Derrota   | 18–10  | Rafael dos Anjos | Decisión (unánime)                  | UFC on Fox: dos Santos vs. Miocic         | 13 de diciembre de 2014  | 3     | 5:00   | Phoenix, Arizona              |                                                                   |  |
| Victoria  | 18–9   | Gray Maynard     | TKO (golpes)                        | The Ultimate Fighter 18 Finale            | 30 de noviembre de 2013  | 1     | 2:38   | Las Vegas, Nevada             | KO de la Noche.                                                   |  |
| Derrota   | 17–9   | Josh Thomson     | TKO (patada a la cabeza y golpes)   | UFC on Fox: Henderson vs. Melendez        | 20 de abril de 2013      | 2     | 3:44   | San José, California          |                                                                   |  |
| Derrota   | 17–8   | Benson Henderson | Decisión (unánime)                  | UFC on Fox: Henderson vs. Diaz            | 8 de diciembre de 2012   | 5     | 5:00   | Seattle, Washington           | Por el Campeonato de Peso Ligero de UFC.                          |  |
| Victoria  | 17–7   | Jim Miller       | Sumisión (guillotine choke)         | UFC on Fox: Diaz vs. Miller               | 5 de mayo de 2012        | 2     | 4:09   | East Rutherford, Nueva Jersey | Eliminatoria por el título; Sumisión de la Noche.                 |  |
| Victoria  | 16–7   | Donald Cerrone   | Decisión (unánime)                  | UFC 141                                   | 30 de diciembre de 2011  | 3     | 5:00   | Las Vegas, Nevada             | Pelea de la Noche.                                                |  |
| Victoria  | 15–7   | Takanori Gomi    | Sumisión (armbar)                   | UFC 135                                   | 24 de septiembre de 2011 | 1     | 4:27   | Denver, Colorado              | Retorno al peso ligero; Sumisión de la Noche.                     |  |
| Derrota   | 14–7   | Rory MacDonald   | Decisión (unánime)                  | UFC 129                                   | 30 de abril de 2011      | 3     | 5:00   | Toronto                       |                                                                   |  |
| Derrota   | 14–6   | Dong-Hyun Kim    | Decisión (unánime)                  | UFC 125                                   | 1 de enero de 2011       | 3     | 5:00   | Las Vegas, Nevada             |                                                                   |  |
| Victoria  | 14–5   | Marcus Davis     | Sumisión técnica (guillotine choke) | UFC 118                                   | 28 de agosto de 2010     | 3     | 4:02   | Boston, Massachusetts         | Debut en peso wélter. Pelea de la Noche.                          |  |
| Victoria  | 13–5   | Rory Markham     | TKO (golpes)                        | UFC 111                                   | 27 de marzo de 2010      | 1     | 2:47   | Newark, Nueva Jersey          | Peso acordado (80.2 kg).                                          |  |
| Derrota   | 12–5   | Gray Maynard     | Decisión (dividida)                 | UFC Fight Night: Maynard vs. Diaz         | 11 de enero de 2010      | 3     | 5:00   | Fairfax, Virginia             |                                                                   |  |
| Victoria  | 12–4   | Melvin Guillard  | Sumisión (guillotine choke)         | UFC Fight Night: Diaz vs. Guillard        | 16 de septiembre de 2009 | 2     | 2:13   | Oklahoma City, Oklahoma       | Sumisión de la Noche.                                             |  |
| Derrota   | 11–4   | Joe Stevenson    | Decisión (unánime)                  | The Ultimate Fighter 9 Finale             | 20 de junio de 2009      | 3     | 5:00   | Las Vegas, Nevada             | Pelea de la Noche.                                                |  |
| Derrota   | 11–3   | Clay Guida       | Decisión (dividida)                 | UFC 94                                    | 31 de enero de 2009      | 3     | 5:00   | Las Vegas, Nevada             | Pelea de la Noche.                                                |  |
| Victoria  | 11–2   | Josh Neer        | Decisión (dividida)                 | UFC Fight Night: Diaz vs. Neer            | 17 de septiembre de 2008 | 3     | 5:00   | Omaha, Nebraska               | Pelea de la Noche.                                                |  |
| Victoria  | 10–2   | Kurt Pellegrino  | Sumisión (flying triangle choke)    | UFC Fight Night: Florian vs. Lauzon       | 2 de abril de 2008       | 2     | 3:06   | Broomfield, Colorado          | Sumisión de la Noche.                                             |  |
| Victoria  | 9–2    | Alvin Robinson   | Sumisión (triangle choke)           | UFC Fight Night: Swick vs. Burkman        | 23 de enero de 2008      | 1     | 3:39   | Las Vegas, Nevada             | Sumisión de la Noche.                                             |  |
| Victoria  | 8–2    | Junior Assunção  | Sumisión (guillotine choke)         | UFC Fight Night: Thomas vs. Florian       | 19 de septiembre de 2007 | 1     | 4:10   | Las Vegas, Nevada             |                                                                   |  |
| Victoria  | 7–2    | Manvel Gamburyan | Sumisión (lesión)                   | The Ultimate Fighter 5 Finale             | 24 de junio de 2007      | 2     | 0:20   | Las Vegas, Nevada             | UFC debut; Ganó el The Ultimate Fighter 5.                        |  |
| Victoria  | 6–2    | Gray Maynard     | Sumisión (guillotine choke)         | The Ultimate Fighter 5 Semifinal          | 21 de junio de 2007      | 2     | 1:17   | Las Vegas, Nevada             |                                                                   |  |
| Derrota   | 5–2    | Hermes França    | Sumisión (armbar)                   | WEC 24                                    | 12 de octubre de 2006    | 2     | 2:46   | Lemoore, California           | Por el Campeonato de Peso Ligero de WEC.                          |  |
| Victoria  | 5–1    | Dennis Davis     | Sumisión (armlock)                  | Warrior Cup                               | 12 de agosto de 2006     | 1     | 2:00   | Stockton, California          |                                                                   |  |
| Victoria  | 4–1    | Joe Hurley       | Sumisión (triangle choke)           | WEC 21                                    | 15 de junio de 2006      | 2     | 2:03   | Highland, California          |                                                                   |  |
| Victoria  | 3–1    | Gil Rael         | TKO (golpes)                        | WEC 20                                    | 5 de mayo de 2006        | 1     | 3:35   | Lemoore, California           |                                                                   |  |
| Victoria  | 2–1    | Tony Juares      | TKO (golpes)                        | Strikeforce: Shamrock vs. Gracie          | 10 de marzo de 2006      | 1     | 3:23   | San José, California          |                                                                   |  |
| Derrota   | 1–1    | Koji Oishi       | Decisión (unánime)                  | Pancrase 2005 Neo Blood Tournament Finals | 27 de agosto de 2005     | 3     | 5:00   | Tokio                         |                                                                   |  |
| Victoria  | 1–0    | Alex Gracia      | Sumisión (triangle choke)           | WEC 12                                    | 21 de octubre de 2004    | 3     | 2:17   | Lemoore, California           |                                                                   |  |

## Récord en boxeo profesional
| 2 peleas | 1 victoria | 1 derrota |
| -------- | ---------- | --------- |
| Decisión | 1          | 1         |

| Resultado | Récord | Oponente       | Método | Asalto - Tiempo | Fecha               | Localización                            | Notas |
| Victoria  | 1–1    | Jorge Masvidal | MD     | 10              | 7 de julio de 2024  | Honda Center, Anaheim, California       |       |
| Derrota   | 0–1    | Jake Paul      | UD     | 10              | 5 de agosto de 2023 | American Airlines Center, Dallas, Texas |       |

## Peleas en Pay-per-view

### MMA
| N°. | Evento  | Pelea               | Fecha                    | Sede                   | Ciudad                                           | Compras de PPV |
| --- | ------- | ------------------- | ------------------------ | ---------------------- | ------------------------------------------------ | -------------- |
| 1.  | UFC 196 | McGregor vs. Diaz   | 5 de marzo de 2016       | MGM Grand Garden Arena | Las Vegas, Nevada, Estados Unidos                | 1,317,000      |
| 2.  | UFC 202 | Diaz vs. McGregor 2 | 20 de agosto de 2016     | T-Mobile Arena         | Las Vegas, Nevada, Estados Unidos                | 1,650,000      |
| 3.  | UFC 244 | Masvidal vs Diaz    | 2 de noviembre de 2019   | Madison Square Garden  | Ciudad de Nueva York, Nueva York, Estados Unidos | No revelado    |
| 4.  | UFC 279 | Diaz vs Ferguson    | 10 de septiembre de 2022 | T-Mobile Arena         | Las Vegas, Nevada Estados Unidos                 | No revelado    |

### Boxeo
| N°. | Fecha               | Pelea         | Facturación | Compras | Red          | Ganancias |
| --- | ------------------- | ------------- | ----------- | ------- | ------------ | --------- |
| 1   | 5 de agosto de 2023 | Paul vs. Diaz | Ready 4 War | ---     | DAZN / ESPN+ | ---       |